# Flag football

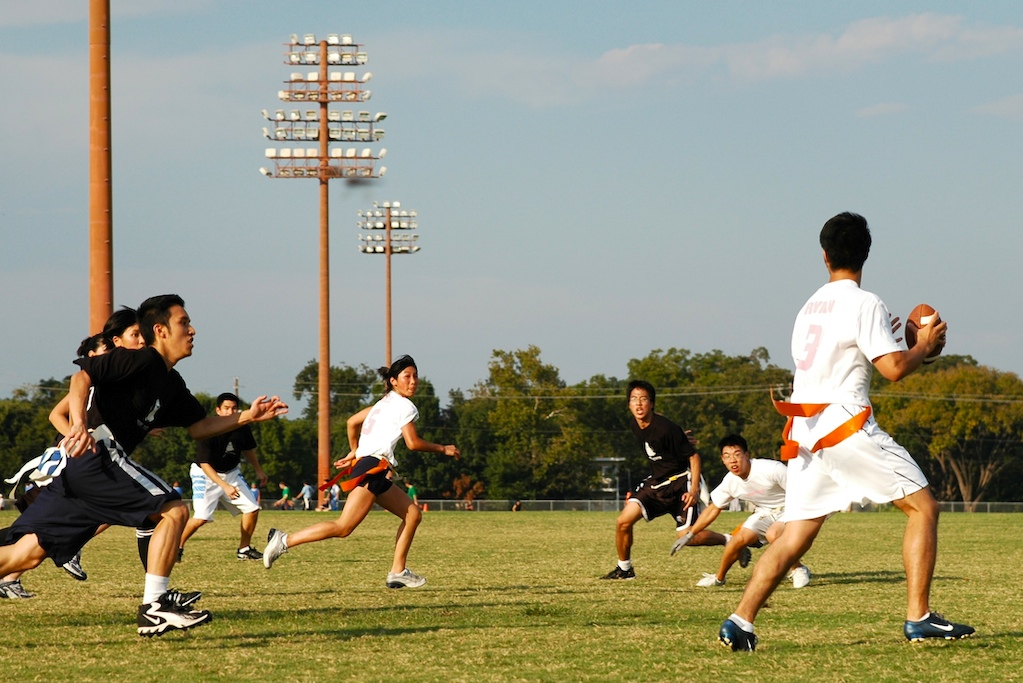
Flag football

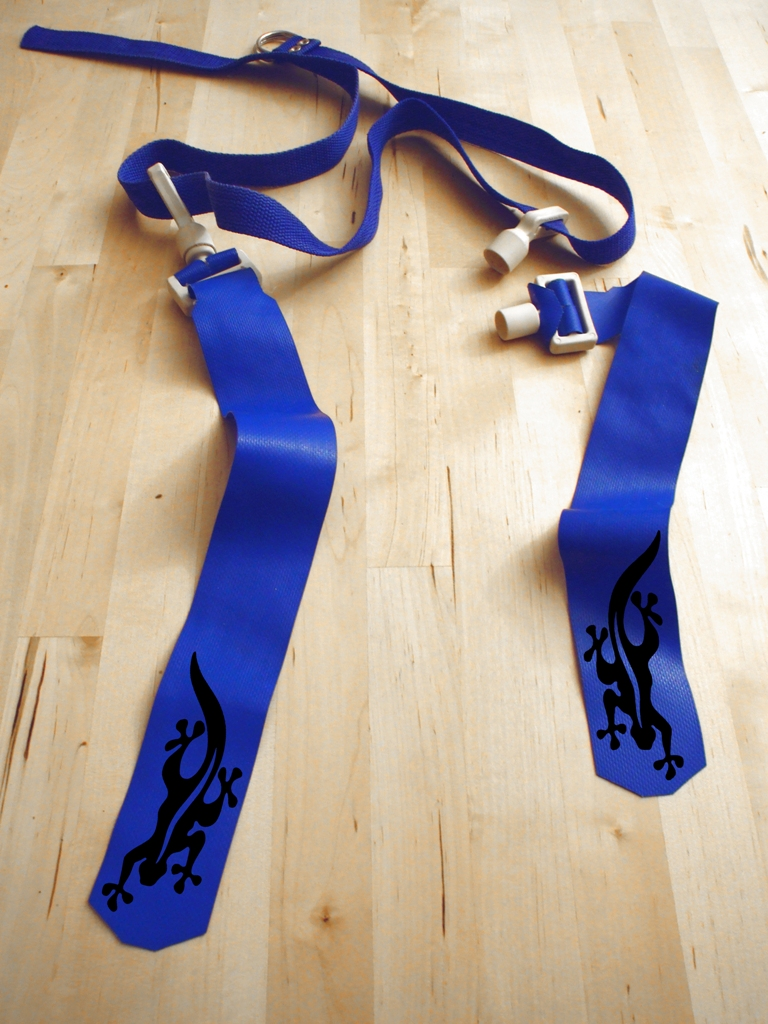
Vlaggen

Flag football is een vorm van American football die voornamelijk gespeeld wordt in de Verenigde Staten en Europa. De spelregels zijn vergelijkbaar met de regels van het reguliere American football, met het grote verschil dat bij flag football spelers niet getackeld of geblokt mogen worden. In plaats daarvan draagt iedere speler een vlaggetje of lintje, dat met klittenband bevestigd is aan een riem. Spelers kunnen de baldrager stoppen door de vlag of het lintje van de speler af te pakken en deze op de grond te gooien. Deze spelvorm heeft minimaal fysiek contact en is hierdoor uitermate geschikt voor kinderen.
Vanaf 2028 is flag football onderdeel van de Olympische Spelen in Los Angeles. Het betreft in dit jaar een demonstratiesport. De Americanfootballcompetitie heeft in de Verenigde Staten de beste kijkcijfers van alle sporten en hoopt ook buiten de Verenigde Staten aan populariteit te winnen. Daar lijkt het olympisch maken van flag football de volgende poging voor.

## Spelregels

### Veld
Flag football wordt gespeeld op een rechthoekig veld met een lengte van 60 meter en een breedte van 30 meter. Aan weerskanten van het veld bevindt zich een end zone. Het doel van het spel is om zo veel mogelijk terreinwinst te maken en punten te scoren. Net zoals bij American football worden punten gescoord door met de bal in de end zone van de tegenstander te lopen of door de bal in de end zone te vangen.

### Spelers en spelverloop
Elk team bestaat uit meerdere spelers en kan zowel uit jongens als meisjes bestaan. Per aanvalspoging worden er 5 spelers van elk team opgesteld. Eén team is in balbezit en wordt ook wel de offense (aanval) genoemd. Zij hebben de taak zo veel mogelijk terreinwinst te maken en punten te scoren. Het andere team is de defense en probeert het aanvallende team te stoppen door de vlag van de baldrager af te pakken of de bal te onderscheppen.
Het aanvallende team begint vijf meter voor haar eigen end zone en heeft vier aanvalspogingen om de middellijn te bereiken. Wanneer het aanvallende team hierin slaagt, krijgt het nog eens vier pogingen om het doelgebied van de tegenstander te bereiken en punten te scoren. Wanneer het aanvallende team er niet in slaagt binnen het aantal genoemde pogingen voldoende terreinwinst te maken of wanneer het verdedigende team de bal onderschept wisselen de rollen. Het verdedigende team mag dan gaan aanvallen en vice versa.
Het team dat uiteindelijk de meeste punten verzamelt is de winnaar. Het komt echter voor dat beide teams een gelijk aantal punten behalen, dit wordt beschouwd als gelijk spel.

## Posities

### Aanvalsploeg
Er is bij alle aanvalspogingen een center en een quarterback nodig. De center is verantwoordelijk voor het beginnen van de poging door de bal aan de quarterback te geven, die de bal zal moeten gooien of afgeven. Daarna loopt de center een vooraf afgesproken patroon. Verder staan er nog drie spelers op het veld: dit kunnen wide receivers of running backs zijn. Een wide receiver staat op dezelfde lijn als de center en rent daarna een patroon, zodat de quarterback precies weet waar hij de bal kan gooien. Een running back staat achter de quarterback en zal of de bal meteen van hem krijgen, of ook een patroon lopen.

### Verdediging
Er zijn verschillende posities mogelijk binnen de verdediging van het flag football. Een cornerback heeft als taak ervoor te zorgen dat de aanvallende wide receiver de bal niet kan vangen of de wide receiver zijn vlag kan pakken. Een nose tackle staat meestal tegenover de aanvallende center en heeft dezelfde taak als een cornerback. Een linebacker staat iets verder in het veld en dekt meestal een zone af of pakt een aanvallende speler later op. Een safety heeft dezelfde taak als een linebacker maar zal iets verder in het veld staan. De verdediging mag ook de aanvallende quarterback onder druk zetten zodra de poging begint. Dit wordt gedaan door middel van een blitzer, die door zijn hand omhoog te steken aangeeft dat hij druk gaat zetten.

## Flag football in Nederland
In Nederland werd in 1990 de eerste flagfootballwedstrijd gespeeld tussen de Rotterdam Trojans en de Zwijndrecht Razorbacks. Sinds die tijd is flag football langzaam gegroeid. In 2001 werd het Nederlandse team Europees kampioen.
Veel Americanfootballclubs in Nederland hebben jeugdteams die flag football spelen. Er zijn drie verschillende competities: PeeWee, Cubs en Senior. Een PeeWee-flagteam bestaat uit kinderen van de leeftijd 8 t/m 11 jaar en kinderen van 12 t/m 15 jaar spelen flag football bij de cubs. In de junioren wordt tegenwoordig alleen maar tackle gespeeld. Spelers vanaf 16 jaar en ouder spelen in Senior Flag-competitie.
Ieder jaar wordt er voor scholen een flagfootballtoernooi georganiseerd. De winnaar van dit toernooi mag ook meedoen aan het Europese toernooi voor scholen.
In Nederland wordt sinds 2008 een seniorencompetitie gespeeld. De competitie duurt van februari tot juli.
In 2019 bestond de Senior Flag-competitie uit de volgende teams:
- Amersfoort Untouchables
- Amsterdam Crusaders
- Apeldoorn Monarchs
- Den Haag Hyena's 1
- Den Haag Hyena's 2
- Groningen Giants
- ISH Silverbacks
- Lightning Leiden
- Monkeys With Attitude (kampioen 2024)
- Purmerend Barbarians 1
- Purmerend Barbarians 2
- Tilburg Wolves
- Utrecht Dominators
- Rotterdam Anaconda's